# Kuspiusz Fadus
Kuspiusz Fadus, Cuspius Fadus (I w. n.e.) – rzymski prokurator Judei w latach 44–46.
Był pierwszym rzymskim namiestnikiem Judei noszącym tytuł "prokuratora" (poprzedni zwani byli prefektami). Został mianowany na ten urząd przez cesarza Klaudiusza. W ten sposób Judea - po trzyletnich rządach zmarłego w 44 roku króla Heroda Agryppy I - wróciła bezpośrednio pod rzymskie panowanie.
Zaraz po przybyciu zainteresował się sporem między Perejczykami a Filadelfijczykami. Ci pierwsi nawet chwycili za broń i wymordowali znaczną liczbę obywateli Filadelfii. Fadus kazał pojmać trzech przywódców Perejczyków: Annibasa, Amarama i Eleazara. Pierwszego kazał stracić, dwóch pozostałych ukarał wygnaniem.
Krótko później kazał stracić Tolomajosa, przywódcę rozbójników, grasującego na pograniczu Idumei i Arabii.
Kuspiusz Fadus kazał złożyć świętą szatę arcykapłana w twierdzy Antonia. Żydzi odwołali się w tej sprawie do Klaudiusza. Jednocześnie uzyskali zgodę od Fadusa, że mogą zatrzymać szatę, dopóki nie nadejdzie odpowiedź. 28 czerwca 45 roku Klaudiusz uznał odwołanie Żydów, głównie pod wpływem Heroda Agryppy II, przebywającego wówczas w Rzymie.
Za urzędowania Fadusa pojawił się także niejaki Teudas, podający się za mesjasza. Jak podaje Józef Flawiusz (Dawne dzieje XX, 5, 1):
pewien zwodziciel imieniem Teudas nakłonił ogromną rzeszę ludzi, aby zabrawszy swoje mienie poszli za nim nad rzekę Jordan. Podawał się za proroka i twierdził, że na jego rozkaz rozdzielą się wody rzeki i będą mogli wygodnie przejść na drugą stronę. Wielu ludzi dało się zwieść jego słowom. Lecz Fadus nie pozwolił im zbierać owoców swego szaleństwa i nasłał na nich oddział jeźdźców, którzy uderzywszy znienacka wielu pozabijali, a znaczną liczbę pojmali żywcem. W ich ręce dostał się także sam Teudas, któremu ścięli głowę i zanieśli ją do Jerozolimy
Następcą Kuspiusza Fadusa został Tyberiusz Juliusz Aleksander.

### Opracowania
- André Lemaire, Dzieje biblijnego Izraela, Maria Rostworowska-Książek (tłum.), Poznań: Wydaw. Naukowe UAM, 1998, s. 106, ISBN 83-232-0831-X, OCLC 749523148.